# Nawojowska
Nawojowska – osiedle w południowej części Nowego Sącza. Graniczy z osiedlami Szujskiego, Wojska Polskiego, Gorzków, Zawada i Kaduk.
Obecna nazwa i granice osiedla funkcjonują od 1990 roku. Poprzednio od 1906 roku była to dzielnica miasta zwana „Granice”. Osiedle obejmuje dawne osiedla Błonie i Nowa Kolonia.
W skład Nowej Kolonii wchodzą ulice 29 Listopada oraz Wyspiańskiego. Osiedle to powstało w pierwszej połowie lat 20. XX wieku. Początkowo było zamieszkane głównie przez kolejarzy pracujących w ZNTK i PKP.
Nazwę osiedle zawdzięcza głównej ulicy Nawojowskiej, biegnącej w kierunku miejscowości Nawojowa. Inne ulice to Bielowicka, Borelowskiego, Ceglana, Chłopickiego, Chodkiewicza, Czecha, Dembińskiego, Graniczna, Jeziorańskiego, Kossaka, Krajewskiego, Kusocinskiego, Kustronia, Lechicka, Łącznik, Marusarzówny, Prądzyńskiego, Sowińskiego, Szczepanowskiego, Traugutta, Wigury, Wyspiańskiego, Żeligowskiego, Żwirki oraz 29 Listopada.
Na osiedlu znajduje się największy zakład w Nowym Sączu: Newag S.A. (dawne Zakłady Naprawcze Taboru Kolejowego), a także Nowomag, baza MPK oraz baza PKS. Niedawno powstał także Nowosądecki Inkubator Przedsiębiorczości. Przy ulicy 29 Listopada działa Szkoła Podstawowa nr 15.
Osiedle posiada swoją stronę internetową pod adresem www.nawojowska.pl.